# Голюб-Добжинь
Голюб-Добжинь (пол. Golub-Dobrzyń)  —  город  в Польше, входит в Куявско-Поморское воеводство,  Голюбско-добжинский повят. Имеет статус городской гмины. Занимает площадь 7,5 км². Население — 14 069 человек (на 2009 год).

## История
Голюб-Добжинь первоначально состоял из двух отдельных городов — Голюба и Добжиня, располагавшихся в разных сторонах реки Дрвенца: Голюб находился на севере в Хелмской земле, а Добжинь — на юге в Добжиньской земле. Объединение двух городов произошло 5 мая 1951 года.

### Голюб
Деревня Голюб, населённая поляками, впервые упоминается в 1258 году, Хелминская земля входила в Тевтонский орден с 1231 года. С 1296 по 1306 год в здешних местах был возведён замок, и Голюб получил статус города. В 1421 году привилегии города были подтверждены Великим магистром Тевтонского ордена Михаэлем Кюхмайстером. Город сильно пострадал во время войн 1414 и 1422 года, последняя из которых вошла в историю под названием Голубская война.
Вершины могущества город достиг во времена правления короля Сигизмунда III в 1611—1625 годах. Город значительно пострадал во время польско-шведских войн, особенно в 1626—29 гг., 1655 и 1660 году, а также во время Семилетней войны (1756—63). Во время первого раздела Польши в 1772 году Голюб был аннексирован Пруссией. С 1807 по 1815 год Голюб находился в составе Варшавского герцогства, в 1815 году был передан Великому княжеству Познанскому. В 1817 году город был включён в состав Западной Пруссии. В 1871 году вошёл в состав Германской империи.
В январе 1920 года город снова стал частью Польши. В августе того же года Красная Армия атаковала город во время советско-польской войны. В 1939 году город был аннексирован нацистской Германией, и большинство жителей города были вынуждены подписать фолькслист.

### Добжинь
Со второй половины XVII века Добжинь был известен как поселение на левом берегу реки Дрвенца. В 1684 году Зигмунд Дзялыньский назвал поселение Предместье Голубское. В 1789 году Игнаций Дзялыньский основал город Добжинь. После второго раздела Польши в 1793 году город был аннексирован Пруссией. С 1807 по 1815 год город находился в составе Варшавского герцогства. В 1815 году город был включён в состав царства Польского, находившегося в унии с Российской империей. Во второй половине XIX века Польша была присоединена к России, город стал быстро развиваться.
В 1918 году Добжинь находился в составе Польской Республики. В августе 1920 года Красная Армия атаковала город во время советско-польской войны. В 1939 году город был аннексирован нацистской Германией, большинство его жителей были отправлены в концлагеря.

## Население
На 31 декабря 2009 года:
|                                | Всего   | Всего  | Женщины | Женщины | Мужчины | Мужчины |
| ------------------------------ | ------- | ------ | ------- | ------- | ------- | ------- |
|                                | человек | %      | человек | %       | человек | %       |
| население                      | 14 069  | 100    | 7405    | 52,6    | 6664    | 47,4    |
| плотность населения (чел./км²) | 1875,8  | 1875,8 | 987,3   | 987,3   | 888,5   | 888,5   |

## Галерея
|  |  |